# 倍海姆峰
68°47′S 66°43′W / 68.783°S 66.717°W
倍海姆峰（英語：Behaim Peak）是南極洲的山峰，座標68°47′S 66°43′W，位於南極半島西部，海拔高度1,150米（3,770英尺），在1947年11月由美國探險隊拍攝空中照片，以德國的宇宙學家馬丁·倍海姆命名。